# Luca Duriatti
Luca Duriatti is een Luxemburgse voetballer die speelt als middenvelder voor de Luxemburgse club Union Titus Pétange.

## Carrière
Duriatti speelde in de jeugd van Swift Hesperange waarna hij ook voor deze club zijn profdebuut maakte. Na een tussenjaar in de jeugd van 1.FC Saarbrücken speelt hij terug bij Swift Hesperange. In 2018 tekende hij een contract bij Jeunesse Esch waar hij speelde tot in 2020.
Hij ging in 2020 spelen bij reeksgenoot Union Titus Pétange.